# Norges-la-Ville
Norges-la-Ville is een gemeente in het Franse departement Côte-d'Or (regio Bourgogne-Franche-Comté). De plaats maakt deel uit van het arrondissement Dijon. Norges-la-Ville telde op 1 januari 2022 946 inwoners.

## Geografie
De oppervlakte van Norges-la-Ville bedroeg op 1 januari 2022 11 vierkante kilometer; de bevolkingsdichtheid was toen 86 inwoners per km².
De onderstaande kaart toont de ligging van Norges-la-Ville met de belangrijkste infrastructuur en aangrenzende gemeenten.

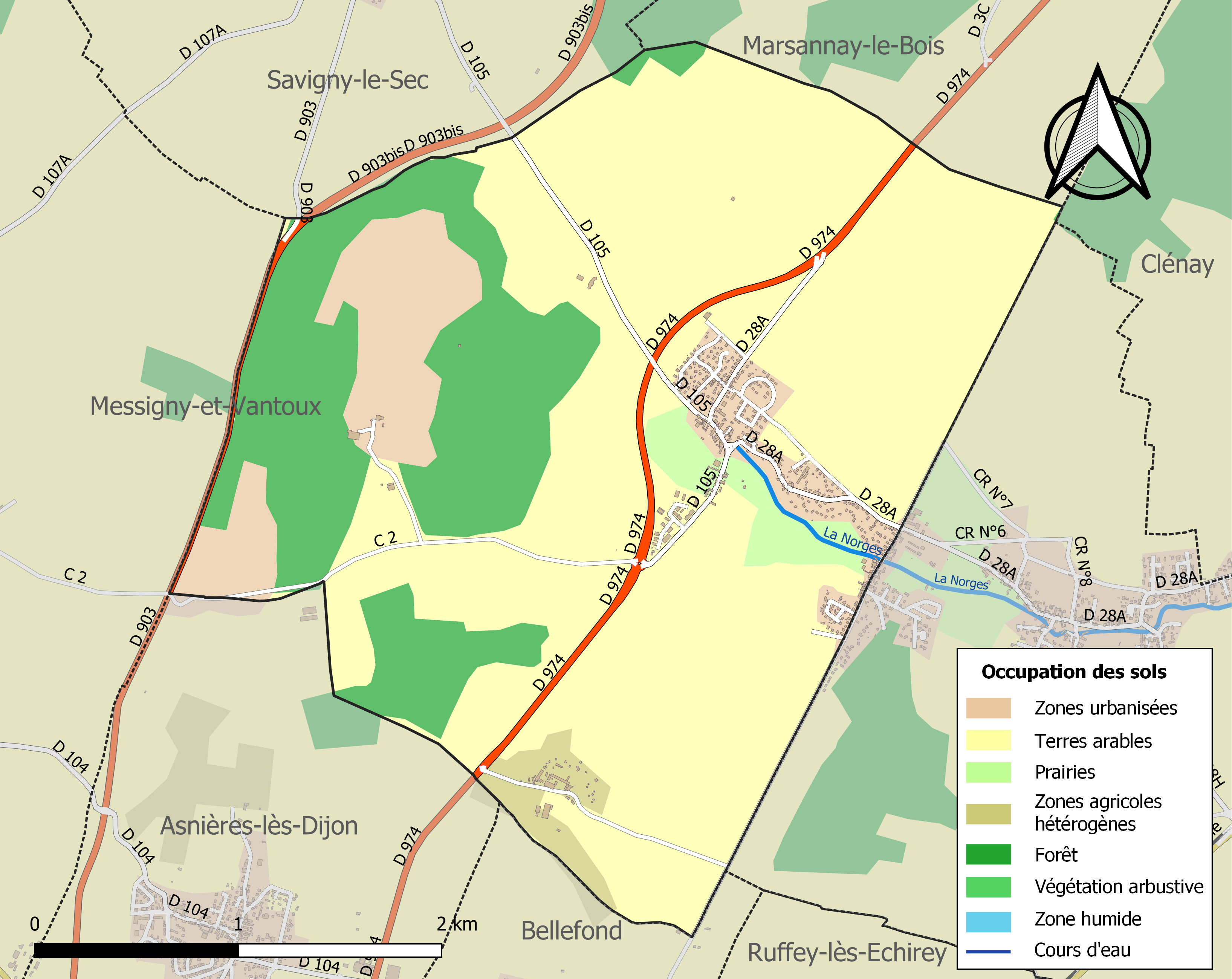

## Demografie
Onderstaande figuur toont het verloop van het inwonertal (bron: INSEE-tellingen).